# 小阿爾伯山

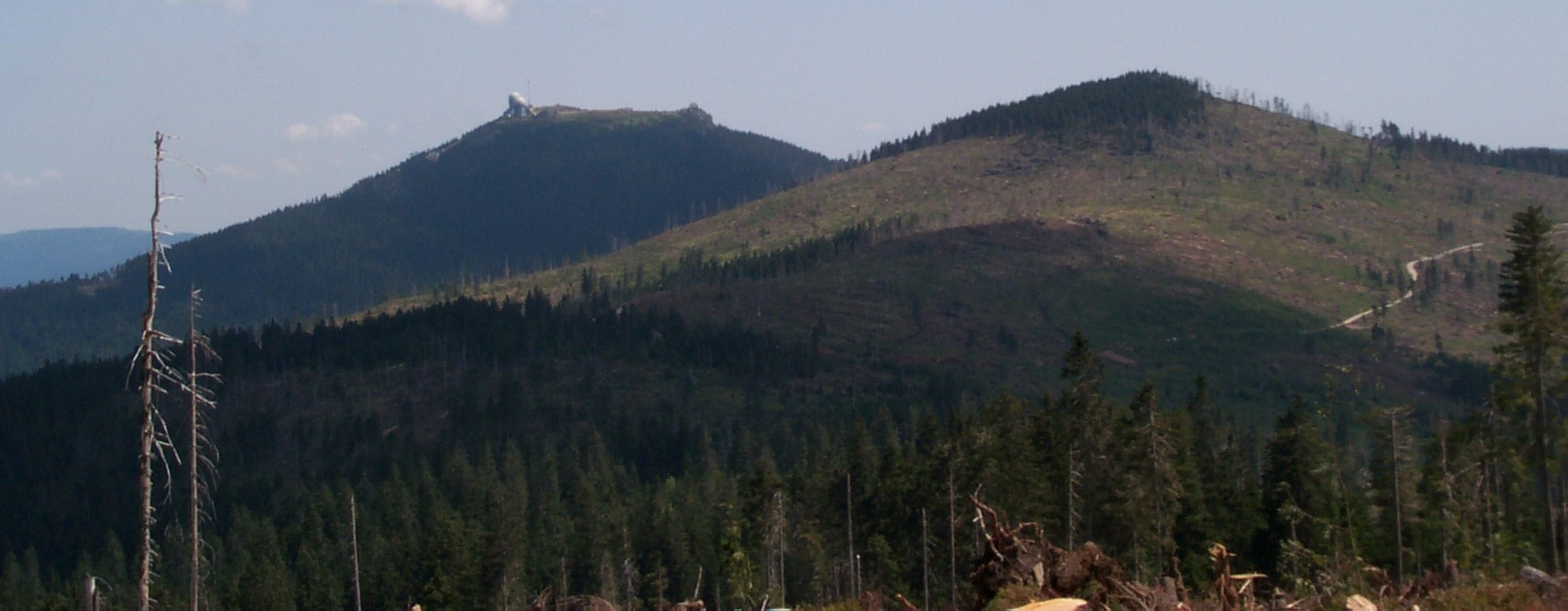

49°6′48″N 13°6′35″E / 49.11333°N 13.10972°E
小阿爾伯山（德語：Kleiner Arber），是德國的山峰，位於該國東南部，由巴伐利亞負責管轄，距離大阿爾伯山1.5公里，海拔高度1,383.6米，每年平均降雨量1,103毫米。